# المريوم (الشعر)

تعديل مصدري - تعديل

المريوم محلة تابعة لقرية نقيل الشوحطي، التابعة لعزلة المفتاح بمديرية الشعر إحدى مديريات محافظة إب في الجمهورية اليمنية، بلغ تعداد سكانها 73 حسب تعداد اليمن لعام 2004.